# Mama Talk to Your Daughter
Mama Talk to Your Daughter ist ein Blues-Song, den J. B. Lenoir 1954 veröffentlicht hat (Parrot 809). Das Lied ist inzwischen zu einem Bluesstandard geworden, der von vielen Künstlern in ihr Repertoire aufgenommen worden ist.

## Allgemeines
Neben den Aufnahmen für Parrots nahm er in den 1950er Jahren auch noch für Chess Records auf. Auf dem Label der Parrot Single steht als Sänger und Autor „J. B. Lenore“. Auf der B-Seite wurde Man Watch Your Woman veröffentlicht.
Im Song wird vom Sänger die Mutter einer Frau aufgefordert, mit ihrer Tochter zu sprechen, denn er hat sich in sie verliebt („She done made me love her and I ain't gonna leave her be“). Der Song erreichte Platz 11 der Billboard R & B Charts.

## Musiker
- J. B. Lenoir (Gesang, Gitarre)
- Lorenzo Smith (Tenorsaxophon)
- Joe Montgomery (Klavier)
- Al Galvin (Schlagzeug)[1]

## Coverversionen (Auswahl)
- Muddy Waters, James Cotton und Johnny Winter (1977)
- Backbone Slip (1994)
- Lonnie Brooks (1975)
- Chicago Bob & The Shadows (1988)
- Robert „Mojo“ Elem (1964 und 1978)
- Lightnin’ Slim (1971)
- Magic Sam (1967)
- Magic Slim & the Teardrops (1983)
- John Mayall & the Bluesbreakers (1967)
- Arthur Williams (1999)
- Robert Palmer (2003)
- Johnny Winter (1970)
- James Thomas (1973)
- Joe Carter & Kansas City Red (1982)[4][5]